# 34402 Seamusanderson
34402 Seamusanderson è un asteroide della fascia principale. Scoperto nel 2000, presenta un'orbita caratterizzata da un semiasse maggiore pari a 2,396737 UA e da un'eccentricità di 0,129026, inclinata di 3,330291° rispetto all'eclittica. Ha un diametro di 6,177 km e un periodo di rotazione di 71,8 ore.